# Гулиев, Фуад Халил оглы
Фуа́д Хали́лович Кули́ев (азерб. Fuad Xəlil oğlu Quliyev; род. 6 июля 1941, Баку, Азербайджанская ССР, СССР) — советский и азербайджанский политический и государственный деятель. Пятый премьер-министр Азербайджанской Республики в 1994—1996 годах. Заслуженный инженер, Лауреат Государственной премии Азербайджана, кавалер орденов СССР: «Знак Почёта» и Трудового Красного Знамени. Управленец и активный участник процессов модернизации нефтяной и промышленной отрасли Азербайджана.

## Биография

### Ранние годы и образование
Фуад Кулиев родился 6 июля 1941 года в Баку, Азербайджанская ССР. В 1948–1958 годах обучался в средней школе № 160 города Баку. После завершения средней школы поступил в Азербайджанский институт нефти и химии. В 1963 году окончил институт, получив диплом по специальности «Нефтяная инженерия».
После учебы с 1963 по 1965 год работал на цементном заводе цеховым механиком в городе Кричев, Белорусская ССР. Вернувшись в Баку, в период с 1965 по 1973 год занимал различные руководящие должности в Научно-исследовательском и проектном институте нефтяной инженерии (НИИ "Нефтемаш"), где активно участвовал в разработке и внедрении инновационных технологий для нефтяной промышленности Азербайджана.
С 1973 по 1977 год Фуад Кулиев возглавлял производственный отдел, а затем, с 1977 по 1982 год, занимал должность главного инженера Бакинского завода бытовых кондиционеров.
В 1982 году, перед отставкой Гейдара Алиева с поста Первого секретаря ЦК Коммунистической партии Азербайджана, Фуад Кулиев был назначен директором Бакинского завода бытовых кондиционеров. На этой должности он оставался до 1994 года.

### Политическая карьера
После возвращения Гейдара Алиева к власти в качестве президента Азербайджанской Республики Фуад Кулиев был назначен заместителем премьер-министра Азербайджана. На этой должности он занимался проведением реформ в сельскохозяйственном секторе и стабилизацией инфляции.
В мае 1995 года Фуад Кулиев был назначен премьер-министром Азербайджанской Республики, сменив Сурета Гусейнова. Он занимал этот пост до июля 1996 года.
В ноябре 1995 года Фуад Кулиев был избран депутатом Национального собрания Азербайджана. В период своей парламентской деятельности он участвовал в проекте ООН по созданию свободной экономической зоны в Сумгаите, а также подписал контракты с иностранными нефтяными компаниями на разведку, разработку и добычу нефти на месторождении «Карабах».
В 1996 году Фуад Кулиев покинул пост премьер-министра по состоянию здоровья. Его преемником стал Артур Расизаде.

### Награды и достижения
Фуад Кулиев награждён различными орденами и медалями СССР за вклад в развитие сельскохозяйственного сектора экономики и инновации в нефтяной отрасли. Он также удостоен почётных наград руководства Азербайджана за достижения в нефтяной промышленности страны.
Заслуженный инженер Азербайджана.